# Carnie
La Carnie (Carnia en italien et Cjargne en frioulan (parfois déformé Cjargno, Cjargna) ; en allemand : Karnien) est une région historico-géographique dans le nord-ouest du Frioul, dont les communes, parties de la région autonome de Frioul-Vénétie Julienne, dépendent toutes administrativement de l'ancienne province d'Udine. On y parle couramment le dialecte carnique de la langue minoritaire reconnue, le frioulan.

## Géographie
La grande vallée de Carnia s'étend sur le bassin supérieur du Tagliamento, de la crête principale des Alpes carniques au nord jusqu'aux Préalpes carniques au sud. Elle confine au nord avec le land de Carinthie en Autriche, au sud avec la province de Pordenone, à l’ouest avec le Cadore au sein de la région de Vénétie, et à l’est avec le Canal de Ferro lui aussi faisant partie de la province d’Udine.

### Les vallées
- (I cjanâi)

En Carnia se trouvent sept vallées, chacune traversée par un torrent, dont elles prennent le nom (excepté la Valcalda), les vallées prennent aussi le nom de canale (cjanâl), soulignant ainsi leur morphologie étroite et allongée (entre parenthèses la dénomination en Frioulan):
- Val Bût ou Canale di San Pietro (Cjanâl di Sant Pieri)
- Val Degano ou Canale di Gorto (Cjanâl di Guart)
- Val Lumiei (Valade dal Lumiei)
- Val Tagliamento (Cjanâl di Soclêf o Petecarie)
- Val Pesarina (Cjanâl Pedarç)
- Val Chiarsò ou Canale di Incaroio (Cjanâl di Incjaroi)
- Valcalda (Valcjalde o Cjanâl di Monai)

Chacune de ces vallées et torrents confluent dans le fond de la vallée de la commune de Tolmezzo, centre principal de la Carnia.

### Les communes
- (I comuns)

Les 28 communes de la Carnia (le nom italien et frioulan):
| Communes                                          | Habitants (2006) | Superficie (km²) | hameaux |
| Amaro (Damâr)                                     | 811              | 33,26            | - |
| Ampezzo (Dimpeç)                                  | 1 089            | 73,61            | Oltris, Voltois                                                                                               |
| Arta Terme (Darte)                                | 2 287            | 52,24            | Avosacco, Cabia, Cedarchis, Lovea, Piano d'Arta, Piedim, Rivalpo, Valle                                       |
| Cavazzo Carnico (Cjavaç)                          | 1 108            | 38,69            | Cesclans, Mena, Somplago                                                                                      |
| Cercivento (Çurçuvint)                            | 748              | 15,36            | Cercivento di Sotto, Cercivento di Sopra                                                                      |
| Comeglians (Comelians, loc. Comalians)            | 603              | 19,52            | Calgaretto, Maranzanis, Mieli, Noiaretto, Povolaro, Runchia, Tualis                                           |
| Enemonzo (Denemonç)                               | 1 389            | 23,70            | Colza, Esemon di Sotto, Fresis, Maiaso, Quinis, Tartinis                                                      |
| Forni Avoltri (For di Avoltri, loc. Fôr Davuatri) | 681              | 80,71            | Collina, Collinetta, Frassenetto, Sigilletto                                                                  |
| Forni di Sopra (Fôr Disore)                       | 1 087            | 81,16            | Andrazza, Cella, Vico                                                                                         |
| Forni di Sotto (Fôr Disot)                        | 701              | 93,54            | Tredolo, Baselia, Vico                                                                                        |
| Lauco (Lauc)                                      | 819              | 34,58            | Allegnidis, Avaglio, Buttea, Chiassis, Trava, Vinaio, Plugna.                                                 |
| Ligosullo (Liussûl)                               | 195              | 16,75            | Murzalis |
| Ovaro (Davâr)                                     | 2 126            | 57,88            | Agrons, Cella, Chialina, Clavais, Cludinico, Entrampo, Lenzone, Liariis, Luincis, Luint, Mione, Muina, Ovasta |
| Paluzza (Paluce)                                  | 2 494            | 69,96            | Casteons, Cleulis, Rivo, Timau, Naunine                                                                       |
| Paularo (Paulâr)                                  | 2 855            | 84,23            | Casaso, Chiaulis, Dierico, Misincinis, Ravinis, Rio, Salino, Trelli, Villafuori, Villamezzo                   |
| Prato Carnico (Prât)                              | 1 007            | 81,48            | Avausa, Croce, Osais, Pesariis, Pieria, Pradumbli, Prico, Sostasio, Truia                                     |
| Preone (Preon)                                    | 297              | 22,51            | - |
| Ravascletto (Ravasclêt, loc. Monai)               | 596              | 26,32            | Salars, Zovello                                                                                               |
| Raveo (Raviei)                                    | 480              | 12,63            | Esemon di Sopra                                                                                               |
| Rigolato (Rigulât)                                | 579              | 30,47            | Givigliana, Gracco, Ludaria, Magnanins, Stalis, Tors, Valpicetto, Vuezzis                                     |
| Sauris (Zahre, nel locale dialetto germanico)     | 427              | 41,52            | La Màina, Latéis, Sàuris di Sotto, Sàuris di Sopra, Velt                                                      |
| Socchieve (Soclêf)                                | 950              | 65,95            | Caprizzi, Dilignìdis, Feltrone, Lungis, Mediis, Nonta, Priuso, Viaso                                          |
| Sutrio (Sudri)                                    | 1 393            | 21,06            | Nojaris, Priola                                                                                               |
| Treppo Carnico (Trep)                             | 653              | 18,71            | Gleris, Siaio, Tausia, Zenodis                                                                                |
| Verzegnis (loc. Verzegnas)                        | 924              | 38,80            | Chiaicis, Chiaulis, Intissans, Villa                                                                          |
| Villa Santina (Vile)                              | 2 234            | 13,00            | Invillino |
| Zuglio (Zui)                                      | 633              | 8,31             | Fielis, Formeaso, Sezza                                                                                       |
|                                                   |                  |                  | |
| Tolmezzo (Tumieç)                                 | 10 539           | 65,69            | Cadunea, Caneva, Casanova, Cazzaso, Fusea, Illegio, Imponzo, Terzo                                            |
|                                                   |                  |                  | |
| Total                                             | 39 705           | 1.221,64         | 124 |

Il faut y ajouter les communes de Sappada (Sapade, Plodn en dialecte germanique), anciennement en province de Belluno, et l'habitat de Alesso (Dalès) en commune de Trasaghis.

### Les montagnes
- (Lis monts, prononcé localement aussi Las monts)

Elle est constituée de bandes géologiquement différentes, les montagnes sont constituées par trois types de roches : le calcaire, la dolomie et le silex.

La Carnia est traversée par les Alpes Carniques qui s’étendent du col du Monte Croce di Comelico à la Sella di Camporosso, où commencent les Alpes juliennes, qui s’élèvent (sur le versant italien) entre le fleuve Fella et le haut Isonzo.

La chaîne Carnique orientale constitue au nord le confins avec l'Autriche, au sud est délimitée par le torrent Pontebbana et, en amont de Pontebba, par le cours de la Fella.

Le monte Coglians (2 780 m) est le sommet le plus haut des Alpes Carniques ainsi que de la région. Avec le groupe voisin de la Creta delle Cjanevate forme un imposant massif montagneux sur les confins avec l’Autriche. Les autres sommets importants de la Carnia sont:
- Monte Peralba 2 694 m
- Monte Cridola 2 580 m
- Monte Fleons 2 507 m
- Monte Pramaggiore 2 479 m
- Monte Bìvera 2 472 m
- Monte Volaia 2 470 m
- Creta Forata 2 462 m
- Monte Siera 2 443 m
- Monte Tiarfin 2 417 m
- Monte Crostis 2 252 m
- Creta di Timau 2 218 m
- Monte Sernio 2 190 m

## Histoire

### Avant J.-C.

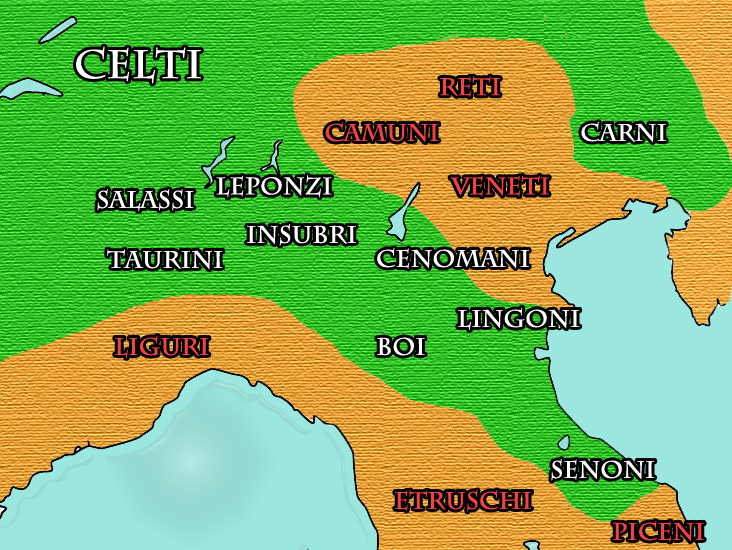
Carte des Peuples de Gaule cisalpine IIIe siècle av. J.-C.

La région est initialement habitée par les Carni, peuple d’origine celtique, d’où la Carnia tire son nom.

Les Carni vivent des siècles durant sur les plaines fertiles entre le Rhin et le Danube où habitent d’autres peuples celtes. 

Autour de 400 av.J.-C., la croissance démographique et la pression des populations germaniques génèrent un flux migratoire vers le sud. Les Carni traversent les Alpes par le col du Monte Croce Carnico et s'établissent dans l’actuelle Carnia, aux pieds des montagnes du Frioul, s'adonnant à la chasse et à l’élevage. Durant les hivers rigoureux, les bergers se déplacent avec leurs troupeaux dans les plaines. Ils sont également habiles dans le travail du fer et du bois.
Les Carni sont commandés par un roi et une caste sacerdotale de druides.
La première date historique révélant l’arrivée des Carni est l'an 186 av.J.-C., quand environ 50 000 Carni, hommes armés, femmes et enfants, descendent vers les zones de plaine qu’ils utilisent pour hiberner et fondèrent, sur un col, une installation fortifiée stable, Akileja.

Les Romains, préoccupés par l’expansion de ce peuple, en 183 av.J.-C., repoussent les Carni vers la montagne. Ils détruisent leurs établissements et fondent une colonie de défense des confins du nord-est.
Ce nouvel établissement est appelé Aquilée se référant au nom du précédent site celtique "Akileja".
Les consuls fondateur de la colonie sont Publius Cornelius Scipio Nasica, Caius Flaminius Nepos et Lucius Manlius Acidinus Fulvianus.
Les Carni, pour stopper l’expansion romaine et pour conquérir les terres de plaine les plus fertiles et hospitalières, cherchent alliance avec les Celtes d’Istrie, avec les Gépides et avec les Celtes.

Rome, avertie du danger toujours plus présent des Carni, et voulant accélérer sa propre expansion, envoie au nord-est les légions du consul Marcus Aemilius Scaurus, qui vainc définitivement les Carni à la bataille du 15 novembre 115 av. J.-C. Ces derniers se soumettent à Rome.
Au cours des siècles, le mélange des us et coutumes, ainsi que le mélange de sang et de langage de ces deux civilisations profondément différentes donne naissance au nouveau peuple Aquiléen ou Frioulan.
Aquilée croît en importance, devient Municipium Romanum en 90 av.J.-C., et un important centre commercial et artisanal, ainsi que poste militaire et principal port de l'Adriatique.

### Après J.-C.
La Carnia fut envahie par les Wisigoths (en 410), et par les Huns d’Attila (en 452) qui dévastèrent Aquilée et autres cités de la plaine. Les Ostrogoths (489) dominèrent le Frioul et la Carnia durant 60 années. Dans la même période les Slaves réussirent à pénétrer de leur principauté de Carantanie (la future Carinthie) dans les vallées du Bût, du Degano et du Fella. Les Byzantins conquirent l'Italie en 553, de cette manière ils renforcèrent l’ex-garnison militaire romaine.
En 568, les Lombards, provenant de la Scandinavie, arrivent au Frioul guidés par Alboïn avec l’objectif d’occuper la péninsule. Les Lombards transfèrent la capitale du duché du Frioul à Cividale. À la suite de cette invasion, naît le patriarcat d'Aquilée, entité politico-religieuse qui gouvernera de façon quasi autonome le Frioul, pendant plusieurs siècles, et subsiste de manière religieuse pendant plus d'un millénaire ; l'église d'Aquilée est déjà en rupture avec l'église orthodoxe byzantine depuis le schisme des Trois Chapitres de 554.
Des fouilles archéologiques ont permis de découvrir divers objets de cette époque : fragments de sculptures, boucles d’oreilles et fibules à Forni di Sotto; boucles d’oreilles de bronze à Clavais, anneaux de bronze, poignards à Ampezzo.
En 774, la région tombe sous domination carolingienne ; Charlemagne, en 798, déclara Salzbourg siège métropolite pour les terres septentrionales. En 811, la Drava au nord est déclarée, par Charlemagne, nouvelle frontière entre la juridiction de Salzbourg et d'Aquilée. Au partage de Verdun, en 843, l'Italie du Nord devient partie intégrante de la Francie médiane, qui elle-même, se divisant, donnera naissance à trois royaumes en 855, dont le royaume d'Italie qui abritera le Frioul et la Carnia. En 888, c’est le début des invasions des Magyars, provenant de la région du Danube, qui saccagèrent tout, s'affublant ainsi d'une renommée pire que celle des Huns d’Attila. Malgré les invasions magyares, la Carnia ne fut pas saccagée et vécut une période de reprise économique et de croissance démographique grâce à sa position géographique isolée et bien protégée par les montagnes.

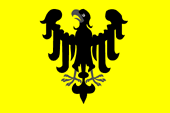
Emblème du patriarcat d'Aquilée.

L'an 952 marque la fin du royaume carolingien d'Italie, et son annexion par la Francie orientale, devenant 10 ans plus tard, le Saint-Empire romain germanique sous l'empereur Otton Ier. La région de Carnia fut incorporée dans la marche de Vérone, administrée par les ducs de Carinthie. En 1077, est officiellement reconnu l’État patriarcal d’Aquilée, par ordonnance de le roi germanique Henri IV. Dans une période historique où fleuriront les communes et seigneuries dont les vicissitudes caractériseront le Moyen Âge, la Carnia vécut une période d’autonomie et d’indépendance.
L’État patriarcal dura 343 années, présentant un caractère féodal germanique, à la tête duquel se trouvait un prince-évêque, le patriarche d'Aquilée en tant que seigneur temporel. Autour de l’an mil, furent créées le Gastaldato (juridiction civile) et les deux Archidiocèses (juridiction ecclésiastique): celui de Gorto et celui de la Carnia. La langue officielle pour les documents était le latin, l’allemand étant l’idiome de la classe bourgeoise et de la cour des princes-évêques. Le peuple parlait le frioulan avec toutes ses variétés locales, dérivant de l’assemblage des divers idiomes des envahisseurs qui se sont succédé pendant des siècles. 

Drapeau de la république de Venise.

L’année 1420 signa la fin du gouvernement politique du patriarcat d’Aquilée. Le 4 juin de cette même année, la ville d'Udine se joint à la République Vénète qui absorba aussi la Carnia ; après presque 500 années de germanisation, toujours tempérée par l’Église catholique. Les patriarches ont protesté contre l'annexion lors du concile de Bâle en 1431 ; toutefois, deux ans plus tard, l'empereur Sigismond de Luxembourg a reconnu les acquisitions. C'était Charles Quint qui, pendant les guerres d'Italie en 1523, renonçait définitvement à tous les droits impérials sur les domaines. Le patriarcat d'Aquilée continua d'exister jusqu’en 1751, exclusivement dans sa forme ecclésiastique et aux ordres de patriarches vénètes.

### XIXeet XXesiècles

Drapeau du Royaume lombard-vénitien

À la chute de la république de Venise en 1797, la quasi-totalité du territoire continental de la dite Sérenissime République, fut absorbée par l'empire d'Autriche. Or, en 1805, l'empereur français Napoléon Ier rassembla le nord-est de l'Italie pour former le royaume d'Italie; il était subdivisé en plusieurs départements, la Carnia étant située dans le département de Passariano, dont le chef-lieu était Udine. De 1814 à 1866, la Carnia fut sous la domination autrichienne, au sein du royaume suzerain lombard-vénitien, jusqu'à la troisième guerre d'indépendance italienne, le 21 octobre 1866, où le Frioul et la Carnia furent annexés à l'Italie, avec diverses péripéties historiques, comme la participation à la Première Guerre mondiale et à la Seconde Guerre mondiale, ainsi que toutes les aventures coloniales en Afrique. De nombreux sentiers de montagne utilisés, remontent à la Première Guerre mondiale et des restes de fortins et meurtrières sont encore visibles.
Durant la Première Guerre mondiale la Carnia, se trouvant aux confins entre le royaume d'Italie et l’empire d’Autriche d’alors, devint zone de guerre. Le secteur de front compris entre le Monte Peralba et le Monte Rombon constituait la "Zona Carnia" commandée par le général Lequio ; le 24 mai 1915, y furent déplacés 31 bataillons (dont 24 de Chasseurs alpins italiens). La zone Carnia avait une importance primordiale en tant que lieu de liaison entre la 4e armée du Cadore et la 2e de l'Isonzo. La zone du Passo di Monte Croce Carnico avait une importance particulière avec les sommets : Pal Piccolo, Freikofel, Pal Grande, où les Alpins et Alpenjagër menèrent une longue guerre de tranchées. Sur les monts carniques le combat dura jusqu’en octobre 1917, mois où eut lieu la retraite à la suite de la bataille de Caporetto à Kobarid, et les troupes de la Zone Carnia durent se replier. À la suite de cette retraite, la Carnia dut subir l’invasion austro-allemande, qui dura une année entière; une année qui fut, pour les habitants, pleine de misère, de privations, de saccages et de viols.
Lors de la Seconde Guerre mondiale, l'ex-président du conseil italien, Benito Mussolini s'empare de l'Italie du Nord et y crée la République sociale italienne, État fasciste allié au Troisième Reich allemand. Ce dernier empire annexera de facto le Frioul et ses régions limitrophes en les intègrent à la zone d'opérations de la côte Adriatique dans le but d'acquérir un débouché sur la mer Adriatique.
La Carnia se libérera des puissances de l'Axe en septembre 1944, et mettra en place la République Partisane de Carnia, membre du comité de libération nationale italienne, supprimée le mois suivant sa création.

#### Les Cosaques en Carnia
Avec la suppression de la « République libre de la Carnia » (république partisane), en Carnia arrivèrent de nouveaux envahisseurs : les Cosaques, arrivés au Frioul en août 1944. Initialement au nombre de 20 000, ils atteignirent 40 000 au printemps suivant (il faut tenir compte que la population était alors de 60 000 personnes) ; à leur suite, ils amenèrent leurs propres familles, chariots, ustensiles et 6 000 chevaux. Ces Cosaques étaient des populations d’origine russe depuis toujours en conflit avec les autorités de Moscou. Pendant la Seconde Guerre mondiale, ils s’étaient alliés aux forces allemandes dans l’espoir de renverser le régime communiste ; quand la guerre commença à tourner mal pour les forces de l'Axe, l’Armée rouge chassa les Allemands du sol de URSS ; Hitler pour les protéger leur promit la Kosakenland in Nord Italien, qui n’était autre que la Carnia.
En été 1944 donc, le Führer alloua le territoire entier de la Carnia, au-delà d’une partie du Haut Frioul (Trasaghis, Buja, Majano, Bordano) à deux divisions russes, une cosaque commandée par Krasnov, et une caucasienne, déjà impliquée dans les opérations contre la Pologne. Pour les gens de la Carnia, l’occupation cosaque représentera un martyre, aujourd’hui encore bien vivant dans la mémoire des anciens : certaines familles furent chassées de leur demeure pour laisser la place aux nouveaux arrivants, d’autres furent contraintes de cohabiter avec des personnes avec lesquelles il était impossible de partager les us et coutumes et avec lesquelles, même les plus simples tentatives de dialogue échouaient. Très nombreux furent les actes de violence perpétrés envers la population, parmi lesquels les plus marquants sont sans aucun doute l’expulsion des habitants de Alesso, Bordano et Trasaghis, les saccages de Cadunea, Cedarchis, Invillino, Sutrio et Illegio. À Imponzo, le prêtre don Giuseppe Treppo (médaille d’or de la valeur civile) fut tué pour avoir tenté de sauver deux jeunes femmes du viol. Toutefois, il y eut des cas de coexistence pacifique et, à la suite de cette période, on enregistra quelques mariages entre des femmes de la Carnia et des ex-soldats cosaques (plusieurs, en fait, avaient déserté pour passer chez les partisans).
Dans la Carnia furent constituées en tout 44 garnisons cosaques, dont le siège était à Verzegnis, où se trouvait le commandement du régiment Terek-Stavropol, et se répandirent dans chaque vallée de Sappada à Raveo à Ravascletto. L'occupation dura jusqu’à mai 1945 quand les Cosaques, face à l’avancée alliée, perdirent l’espoir d’avoir toute la Carnia pour eux comme promis par les Nazis. Ils s'encolonnèrent sur les routes de montagne avec chariots et chevaux et, à travers le col alpin Passo di Monte Croce Carnico rejoignirent l'Autriche, inconscients du destin tragique qui les attendait ; réunis dans la vallée du Gail et remis aux Britanniques, ils eurent une amère surprise : à la suite des accords de Yalta conclus par les forces alliées, tous les Cosaques devaient être rapatriés. Cela signifiait le peloton d’exécution pour les officiers, et pour tous les autres, femmes et enfants compris, la déportation en Sibérie. Beaucoup, pour éviter la torture des goulags, préféreront la mort et opteront pour un suicide collectif; ainsi en mai 1945, avec leurs chevaux et familles, se jetèrent en masse dans les eaux gelée de la Drava, mourant noyés.
Avec l’avènement de la République dans la région, des mouvements autonomistes resurgirent, soutenues dans les années 1970 par un politicien nationaliste d’origine carnique, Bruno Lepre.

### La Province du Haut Frioul
Le territoire de la Province d'Udine étant assez vaste et composite, allant des territoires montagneux à la mer Adriatique, les instances autonomistes sont assez fortes, surtout dans la partie de la Carnia, qui voit en Tolmezzo son chef-lieu naturel. Pourtant en 2004, à la suite de la proposition de création d’une province régionale, sur la base de la nouvelle législation sur les entités locales, la question a été soumise à référendum populaire le dimanche 21 mars 2004. La nouvelle province régionale aurait dû s’appeler Province du Haut-Frioul, issue de l’union des territoires de la Carnia, du Tarvisiano et du Gemonese. Pour éviter les querelles de clocher sur le siège du chef-lieu, entre Tolmezzo et Gemona del Friuli, on opta pour Venzone. Le référendum eut une issue négative, tant le Gemonese que le Tarvisiano s’étant opposés au détachement de la province d’Udine avec un pourcentage élevé (83,3 % de non), à la différence de la Carnia qui vota en faveur du détachement (71,8 % de oui, avec l’exception de la commune de Rigolato, 53,7 % non).

## Architecture rurale
Les exemples d’architecture rurale de la Carnia peuvent se diviser en 5 types fondamentaux:
- Forni Savorgnani

Les édifices caractéristiques de cette zone présentent de solides parois avec cadres de bois (blockbau en frioulan, colombages en français) construits sur une base maçonnée, abondance de superstructures en bois, galeries et escaliers externes. La présence de ces galeries est due à la situation climatique de la zona : en fait, l'élevage des bovins étant développé, demandait une grande quantité de foin et comme les moisons arrivaient à la fin de la saison, il était nécessaire de le faire sécher sous la galerie, au lieu d’en plein champ, vue l’humidité de la saison. La galerie servait aussi à porter artificiellement le maïs à maturation.
- Sauris

L'habitation caractéristique de Sauris est généralement écartée du rustique, et se compose sur plusieurs étages. Au rez-de-chaussée il y a une entrée ou cour centrale, de laquelle on accède à la cuisine, à la salle à manger et à une ou deux pièces, à l’étage, qui servent de chambres. Par une échelle de bois on accède au premier étage, où un ou plusieurs couloirs amènent aux chambres à coucher et aux galeries (ou loggia) (où l’on trouve le plus souvent les toilettes). Par un autre escalier de bois on accède au sous-sol, pourvu de vasistas, dans lesquels sont conservés les produits de l’agriculture et les outils, en dehors du foin. Les matériaux de construction sont la pierre et la chaux pour le rez-de-chaussée, troncs taillés au carré et assemblés entre eux pour les étages supérieurs (blockbau ou colombage). La couverture des toits est toujours en plaques de bois (tavaillons), identiques à celles utilisées dans la zone de Forni; en automne, sur les plaques, sont disposés des lattes de bois clouées ou maintenues par des pierres, pour supporter le poids de la neige.
- Canale di Gorto

Un accès plus facile à la Valle del Tagliamento et les vallons a permis au Val Degano de développer de meilleurs contacts avec les populations voisines des vallées situées à l’est et à l’ouest, et cela a très influencé l’architecture de la zone.
La maison typique de cette vallée est une construction rectangulaire, en maçonnerie, sans superstructure en bois, à deux ou trois étages, avec escalier interne en bois de préférence. Elle se différencie de celle typique du Val Tagliamento par un toit à deux grands pans très inclinés et sur les petits côtés de la maison, deux autres pans très petits. Le toit est couvert de tuiles Bieberschwanz, introduites à partir du XVIIIe siècle.
- Alto Tagliamento
- Carnia Centrale

La maison carnique typique de la zone est celle à galeries, qui émane de l’influence vénète et est caractérisée par une série d’arcs amples qui formaient justement des galeries à portiques (ou porches), lesquels n’avaient pas seulement un but décoratif mais servaient pour accueillir les activités des habitants. D’ordinaire la maison possède deux ou trois galeries au rez-de-chaussée qui correspondent souvent à autant d’arcs au niveau supérieur. Le sous-portique est relié au premier étage par un escalier de pierre. Les locaux sont disposés ainsi : au rez-de-chaussée l’espace de vie (cuisine et quelquefois une sorte de salle à manger) et de travail, ou un temps on y travaillait (réserve de bois, dépôt d’outils); à l’étage on trouve les chambres à coucher, avec le saloir sous le lit.

## Population et économie
Aujourd’hui la Carnia compte environ 40 000 habitants ; dans la seule Tolmezzo en résident environ 10 500 ; les autres résident dans les pays éparpillés dans les vallées.
Dans la période suivant l’union d'Italie jusqu’après la seconde guerre, la Carnia a vu un vrai exode de ses habitants vers les cités de plaine, vers la France, l’Allemagne et vers les Amériques. Cette onde migratoire, due à la perspective d’une vie meilleure et plus sure, unie à la pauvre ressource fournie par la montagne et à la carence de l’industrie, fut la cause du dépeuplement progressif des vallées carniques

Le territoire montagneux et le climat rigoureux ne sont pas favorables à un développement agricole suffisant pour constituer une voie importante dans l’économie de la région; on réussit à cultiver principalement des pommes de terre (cartufules), fayots (fajuis) et maïs (sorch), duquel on fait la farine à polenta.

L'élevage est florissant au niveau familial et on élève poules (gjalines) et dindes (dindis).

Plus important, l’élevage des bovins laitier duquel on retire diverses variétés de fromage (čuč o formadi), ricotta fumée (scuete fumade) et beurre (spongje et ont burro cotto), qui parfois est exporté hors de la région.
L’élevage porcin, qui même dans ce cas est familial, avec la viande on produit principalement salami (salam), speck frioulan de Sauris (lard cru), saucisse (lujanie), cotechino (muset), pancetta (panzete), lard (argjel) et braciole (brusadule) : tous ces produits sont fumés (fumâts) selon une antique tradition dans le but d’une longue conservation des produits.
Les principales industries sont celles relatives à l’utilisation du bois (scierie, menuiserie, fabrique de meubles), et des fabriques de lunettes, horloges et papeterie.
En dehors des majestueux sommets des Dolomites et des Alpes Carniques, les vallées et villages caractéristiques, les nombreux sentiers bien délimités, le long desquels on peut admirer les restes des fortins et des refuges de montagne bien équipés, la Carnia n’a pas la moitié du tourisme de masse qui envahit par contre le Cadore voisin.

Toutefois les structures hôtelières et de restauration variées sont assez nombreuses et le tourisme vert et blanc tendent de plus en plus à participer à l’économie de la Carnia: station thermale d'Arta Terme, stations de ski de Forni di Sopra, Forni Avoltri, Sauris, Ravascletto-Zoncolan, Sappada et Verzegnis-Sella Chianzutan, parc naturel régional des Dolomites Frioulanes, sports d'eaux vives, alpinisme, cyclotourisme et VTT, randonnée équestre, musées.

### Langage
La Carnia, est une région de culture exclusivement frioulane et italienne, et de ce fait, ces langues y sont très répandues. Dans la région, la langue frioulane parlée généralement, porte le nom de Frioulan de la Carnia, souvent abrégé carnique. Les pays frontaliers, Autriche et Slovénie, apportent une utilisation très minoritaire de leurs langues nationales, allemand et slovène.
La commune de Sappada, celle de Sauris, et le hameau paluzzani de Timau, forment trois communautés dialectales germanophones enclavées dans le territoire linguistique italien et frioulan de la Carnia. Ces patois sont tous des variantes du cimbre, dialecte connaissant une renaissance dans la région depuis le XXe siècle.

## Manifestations
| Période                                   | manifestations           | Pays                                                         |
| ----------------------------------------- | ------------------------ | ------------------------------------------------------------ |
| Carnaval                                  | Carnaval saurano         | Sauris                                                       |
| vendredi saint                            | Via Crucis vivente       | Lauco                                                        |
| 28 mai                                    | Bacio delle croci        | Zuglio                                                       |
| priemiers deux weekend de juillet         | Fête du jambon           | Sauris                                                       |
| 25 juillet                                | Fasin la mede            | Sutrio                                                       |
| dernier dim. de juillet et premier d’août | Fête des fruits des bois | Forni Avoltri                                                |
| divers mois de l’année                    | Tir des cidulis          | Arta Terme, Lauco, Forni Avoltri, Paularo, Comeglians, Ovaro |

## Gastronomie
La cuisine typique carnique est une cuisine des plus pauvres, à cause de la carence alimentaire d’autrefois. En ces territoires de montagne il y a peu de terrains adaptés à l’agriculture.
Les plats principaux sont la polenta, qui pendant des années a permis la survie en montagne, et les potages, nécessaires en climat rigoureux. Le potage (minestra) était souvent le plat unique, allongé de crème, avec pain rassis et épaissi de farine. Les deux potages "classiques" sont : celui aux haricots et à la jota. À Sutrio la soupe de haricots est appelée dal disesiet (de dix-sept) année de l’invasion autro-hongroise, parce qu’en cette période de misère c’était l’unique nourriture disponible.
Plat typique par excellence sont les dits Cjarsons, ("agnolotti") sorte de pâte farcie d’herbes (épinards, feuilles de betterave) préparées avec du beurre et de la ricotta fumée, on trouve aussi les gnocchis préparés de diverses manières, comme ceux à la citrouille jaune et les canederli.
Il ne faut pas oublier la viande, particulièrement celle de porc. Du porc (purcît) rien ne se jette : sang, intérieur, coti, tout est utilisé et c’était une grande fête dans le pays quand c’était la saison où l’on tuait le cochon, entre décembre et janvier.

## Galerie de photos

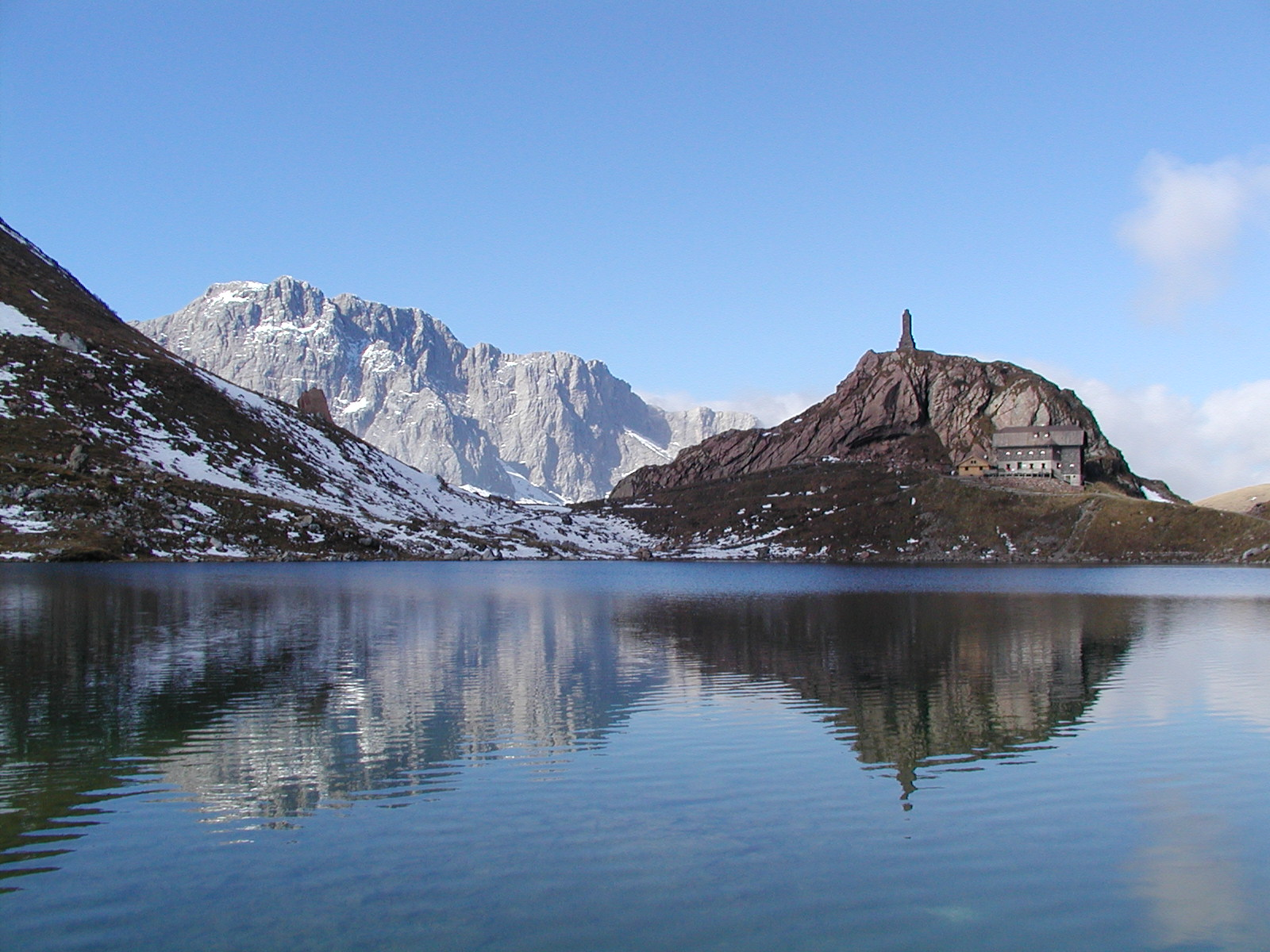
Le lac Volaia (Wolayersee en allemand)
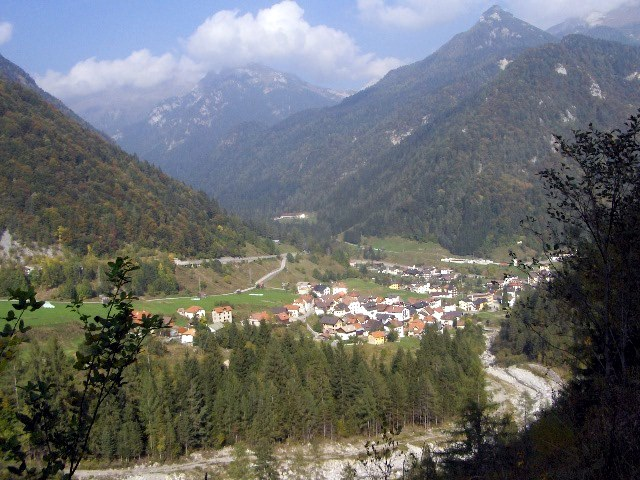
Vue sur Forni Avoltri
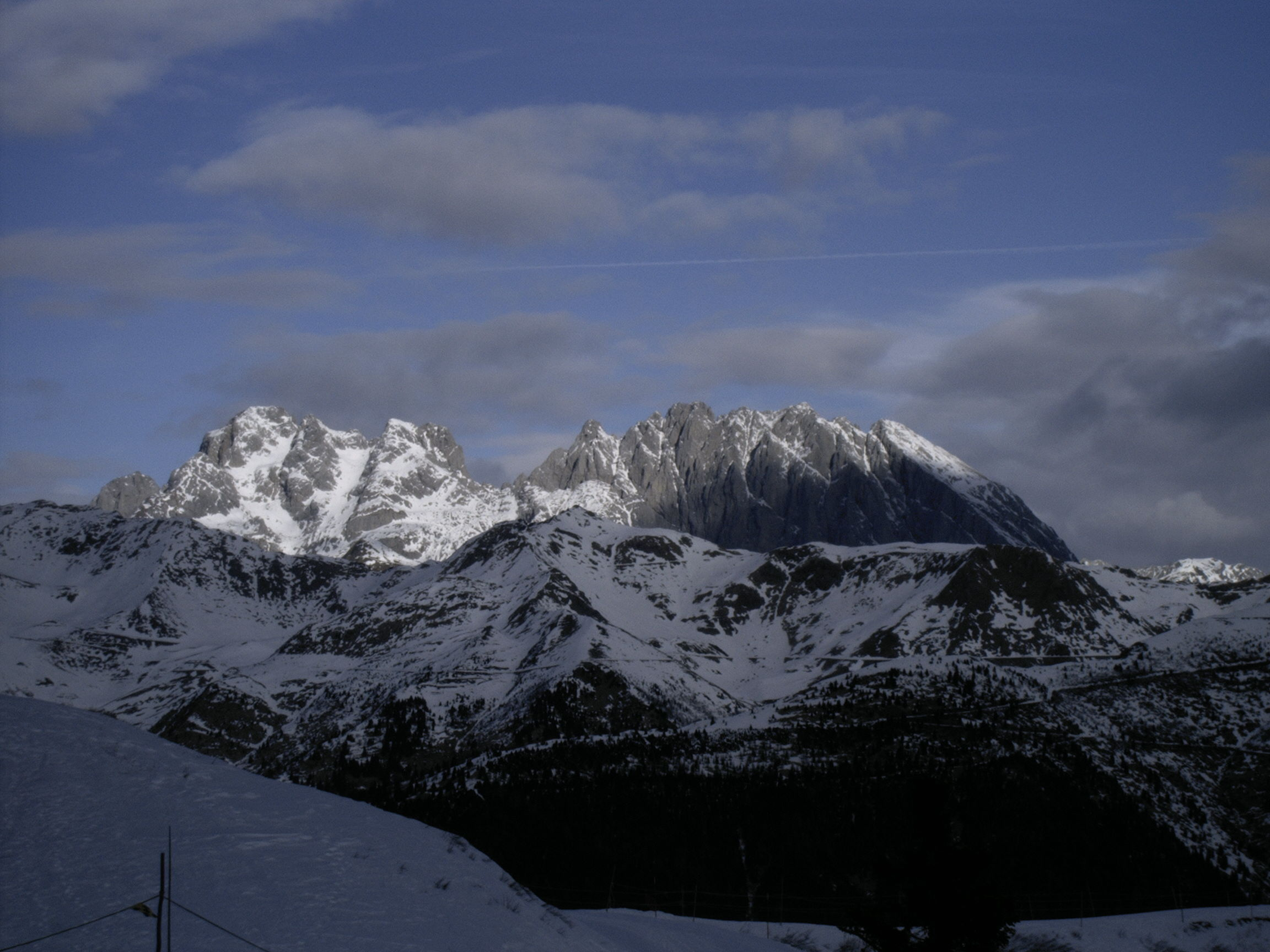
Le monte Coglians
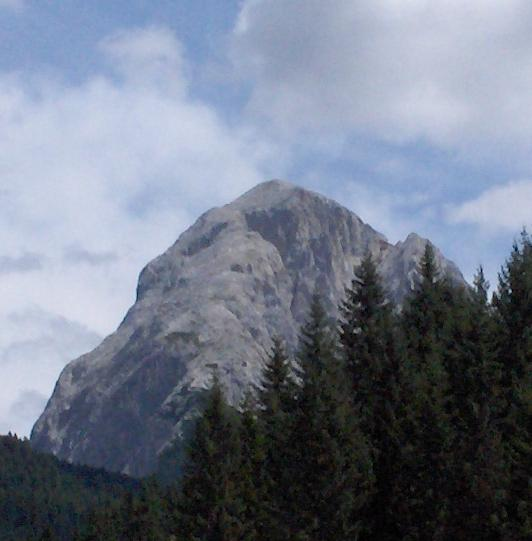
Le monte Peralba
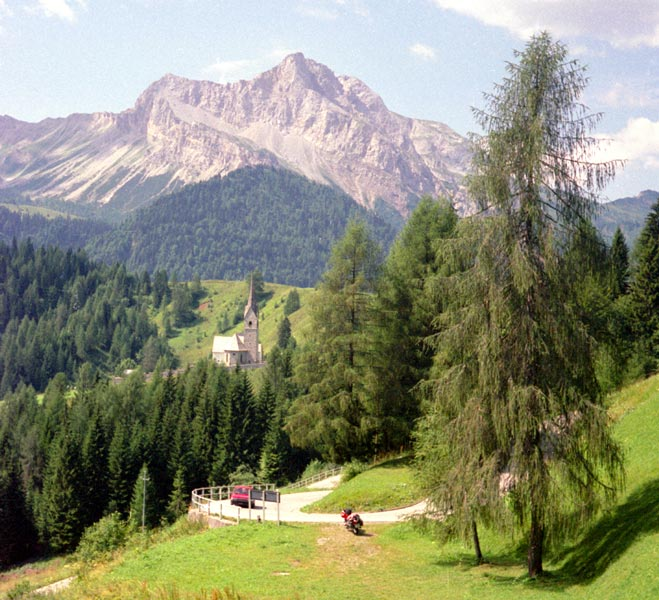
le Monte Bìvera près de Sauris
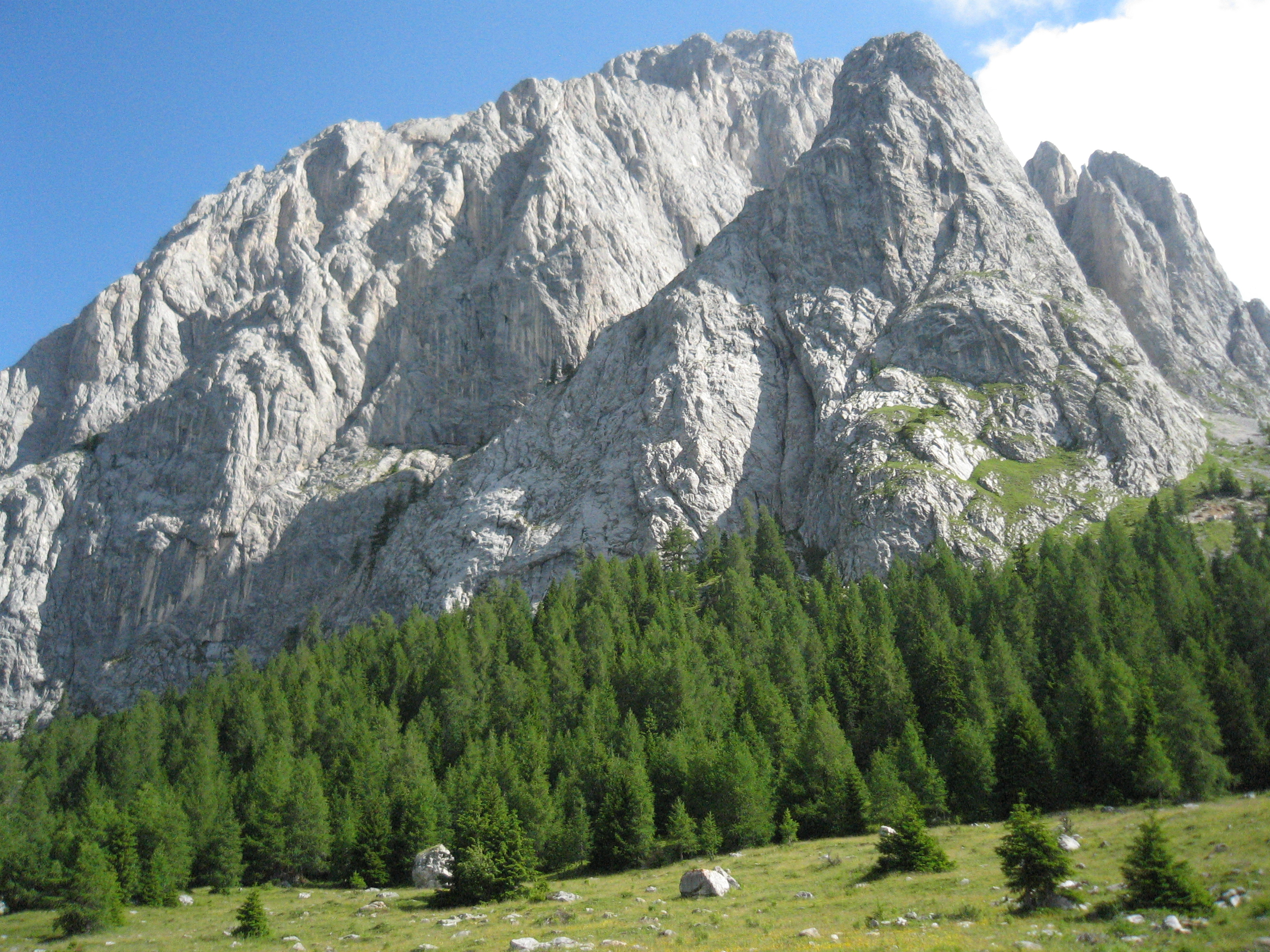
Monts de Sappada
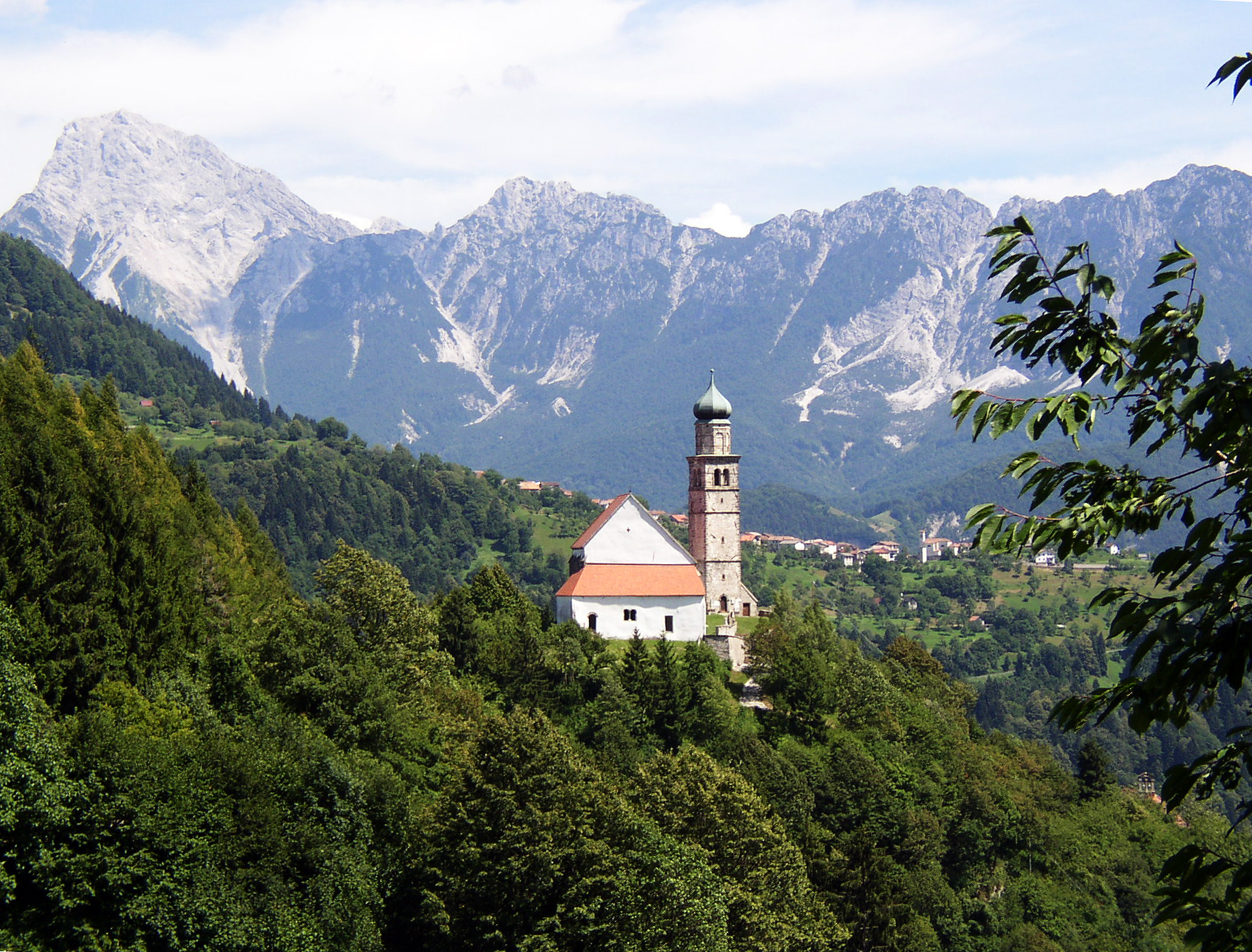
La pieve San Pietro in Carnia à Zuglio